# Grabar (rzeka)
Grabar (Kałamanka) – rzeka, lewy dopływ Bugu o długości 26,66 km. 
Płynie na Południowym Podlasiu. Początek rzeki znajduje się na terenie gminy Tuczna. Przepływa obok wsi Ogrodniki i Wólka Zabłocka, następnie przez Zabłocie i Kodeń. Na wysokości Polemców w Kodniu III łączy się z lewostronnym dopływem Zwierzyńcem. Na ostatnich 4 km biegu opływa Kodeń od południa i wschodu, aby w jego północno-wschodniej części wpaść do Bugu.
Wraz z Bugiem tworzy obszar, na którym ród Sapiehów wybudował swoją rezydencję, port wodny, zamek, zbrojownię.